# 迪拉德 (阿拉巴馬州)
迪拉德（英語：Dillard）是一個位於美國阿拉巴馬州戴爾縣的非建制地區。該地的面積和人口皆未知。

## 地理
迪拉德的座標為31°31′04″N 85°41′42″W / 31.51777°N 85.695°W，而該地最高點為海拔高度93米（即305英尺）。